# Chemical Invasion
Chemical Invasion è il secondo album in studio del gruppo musicale tedesco Tankard pubblicato nell'ottobre 1987 dalla Noise Records; è il primo concept album del gruppo e contiene anche una cover dei Gang Green.

## Il disco
Il concept album Chemical Invasion è il successore di Zombie Attack: veloce Thrash metal che parla di alcool e violenza. Si inizia con un intro dove si sente qualcuno ad aprirsi e scolarsi una birra per passare a Chemical Invasion che è introdotta da un intro allegra e festosa fino all'urlo agonizzante di Andreas Geremia "Stop the Chemical Invasion!" per scatenare l'influenza più thrash metal della band, la reinterpretazione dei Gang Green Alcohol e Don't Panic sono cavalli di battaglia nella sede live della band. La strumentale For a Thousand Beers è un'odissea che vede gli unici momenti calmi del disco mentre Puke quelli più veloci e "punk".Chiude un grido arrabbiato: "Give me a BEER!".
Nel 2005 l'album viene rimasterizzato e gli viene aggiunto il primo album Zombie Attack.

## Tracce
1. Intro
2. Total Addiction
3. Tantrum
4. Don't Panic
5. Puke
6. For a Thousand Beers
7. Chemical Invasion
8. Farewell to a Slut
9. Traitor
10. Alcohol (Gang Green cover)
11. Outro

## Formazione
- Andreas"Gerre"Geremia - voce
- Alex Katzmann - chitarra
- Andy Bulgaropulos - chitarra
- Frank Thowarth - basso
- Oliver Werner - batteria